# Mathieu Jacquet
Pour les articles homonymes, voir Jacquet.
Mathieu Jacquet (ou Matthieu Jacquet), né vers 1545 à Avon et mort vers 1611 à Paris, est un sculpteur français des XVIe siècle et XVIIe siècle, l'un des principaux sculpteurs du roi Henri IV.

## Biographie
Mathieu Jacquet naît vers 1545 à Avon. Il est le fils d'Antoine Jacquet, maître maçon à Fontainebleau, originaire de Grenoble, qui le place en apprentissage, à l'âge de quinze ans et demi, chez Germain Pilon, dont il sera comme l'héritier spirituel. Il collaborera avec lui, en 1573-1574, pour le tombeau de l'épouse de René de Birague, dans  le couvent Sainte-Catherine-du-Val-des-Écoliers à Paris.
Seul ou non, il réalise plusieurs monuments funéraires, comme...
- le tombeau de Diane de Poitiers, de 1567 à 1577 au château d'Anet (le tombeau y est installé de nouveau depuis 1974)[6],
- le tombeau des petits-enfants de Françoise de Brézé, en 1577 à Nogent-le-Roi[7](du tombeau détruit, il reste peut-être un élément, un bébé emmailloté, au Louvre[8])
- le tombeau et  l'épitaphe de Jacques Amelot, en 1579 dans l'église du prieuré de Saint-Martin-des-Champs de Paris[9],
- le tombeau de Jean d'Alesso, en 1581 dans le couvent des Bonshommes de Passy (au Louvre depuis 1818)[10].

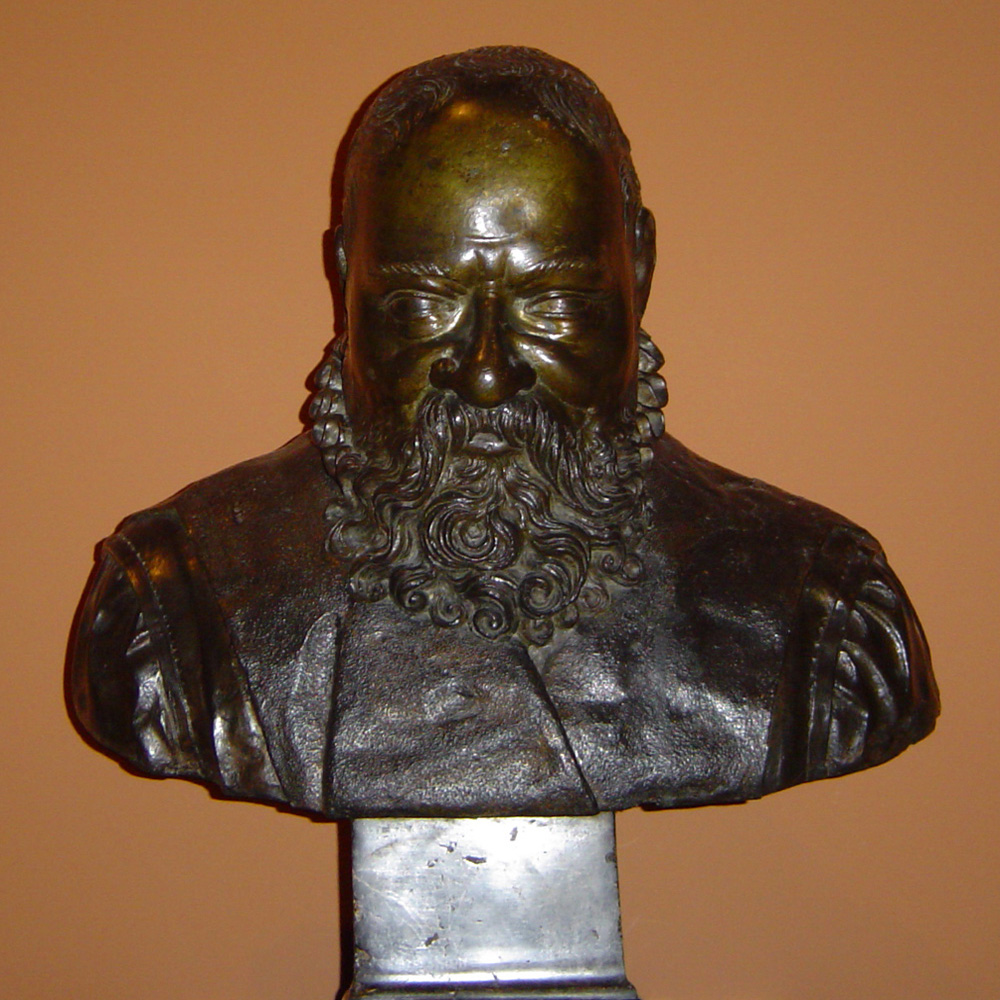
Jean d'Alesso
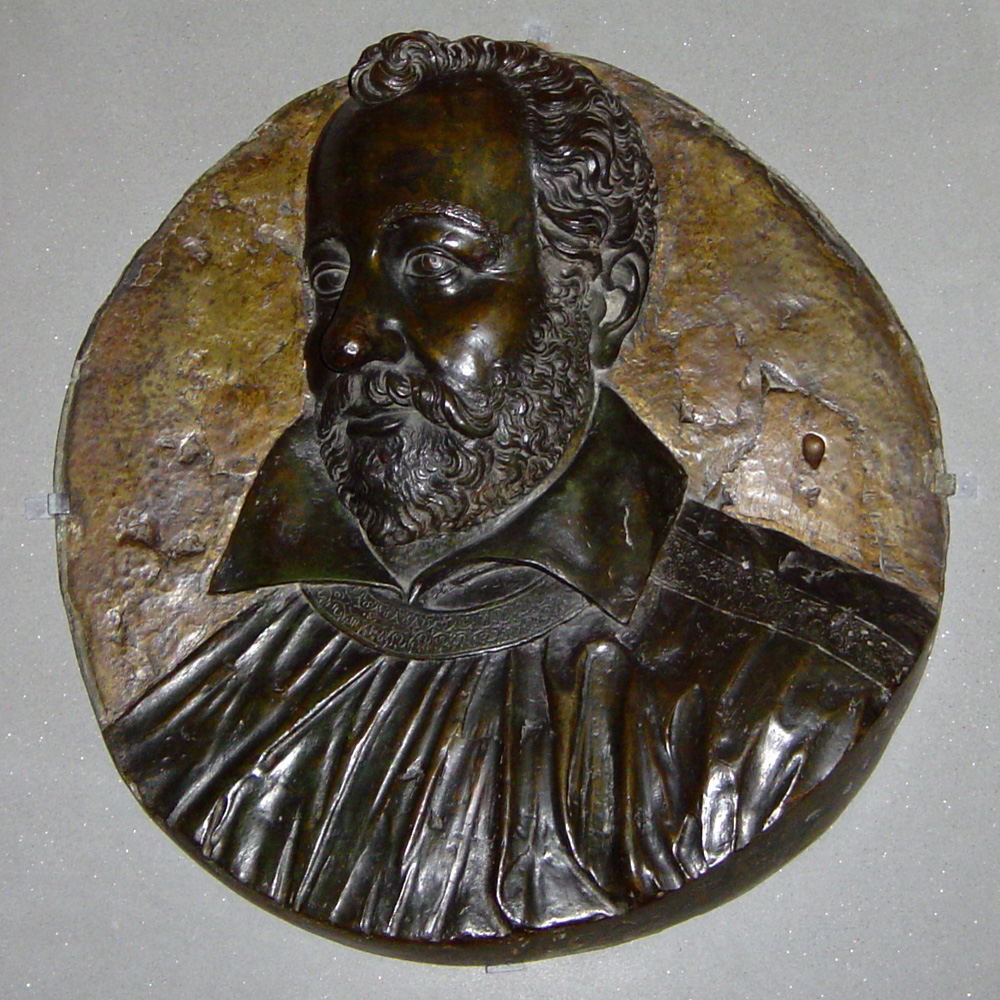
Philippe Desportes
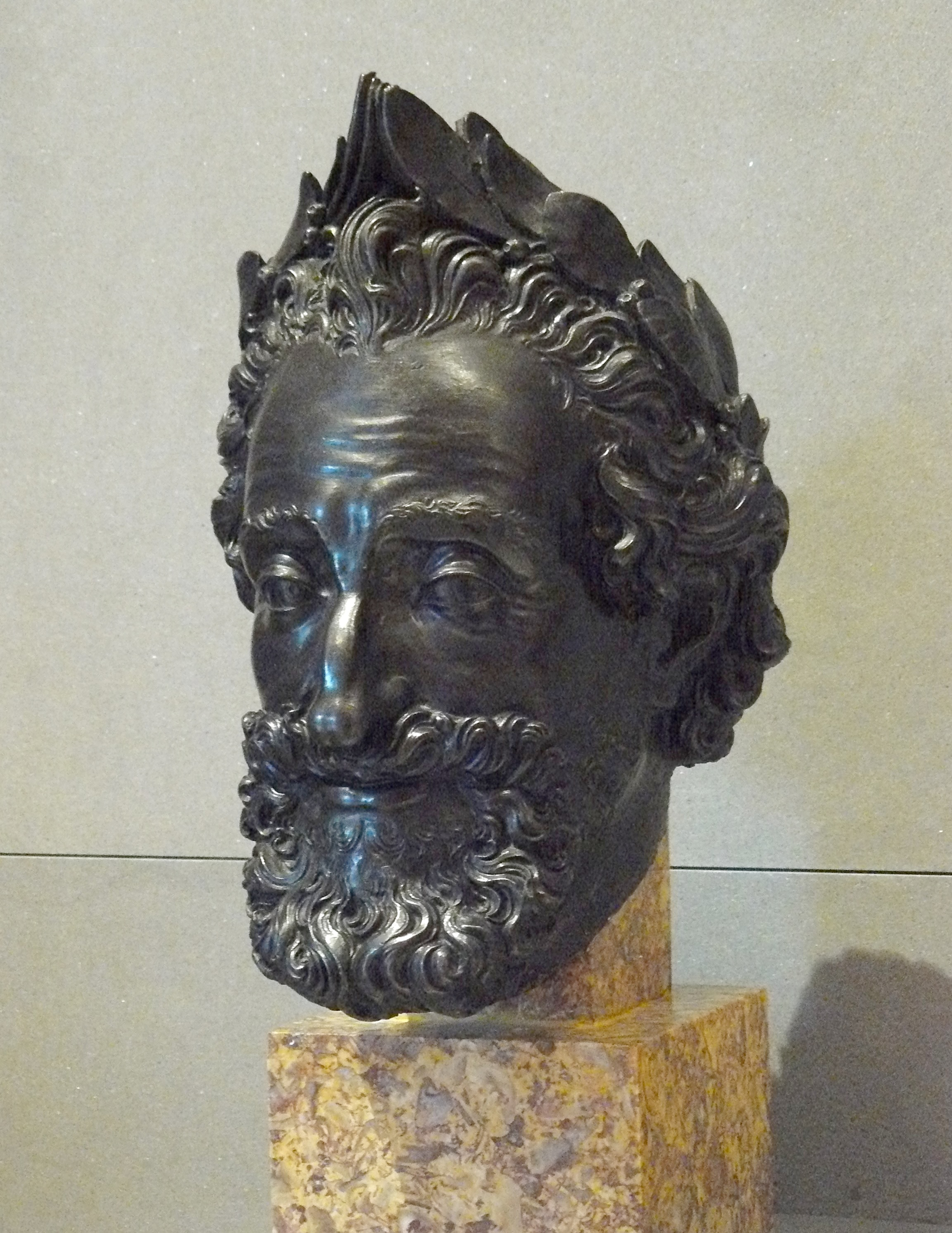
Le roi Henri IV
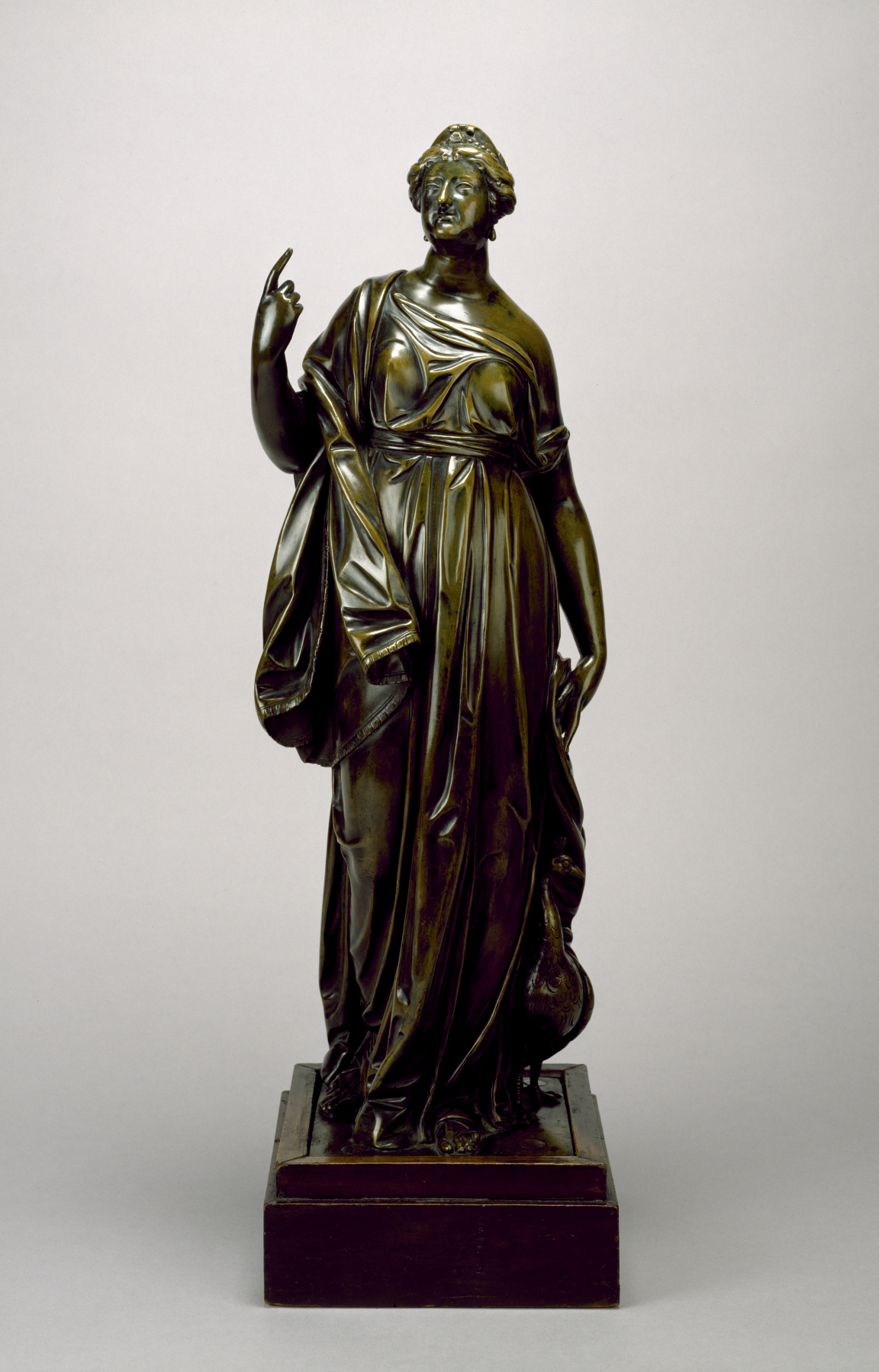
Marie de Médicis en Junon

En 1584, il prend comme apprenti Thomas Boudin qui restera très longtemps à ses côtés. Vers 1587, il quitte sa maison rue Saint-Martin pour une vaste demeure dans la même rue, mais passe de la paroisse Saint-Merry à la paroisse Saint-Nicolas-des-Champs. Sa femme Jeanne de Messy et lui, ainsi que leurs nombreux enfants, les compagnons, les apprentis et les servantes y resteront jusqu'à sa mort.
Dès décembre 1595, il est « sculpteur ordinaire du roi et garde de ses antiques", sans renoncer à participer à la maîtrise des "maîtres sculpteurs et peintres". Il sculptera plusieurs effigies d'Henri IV.

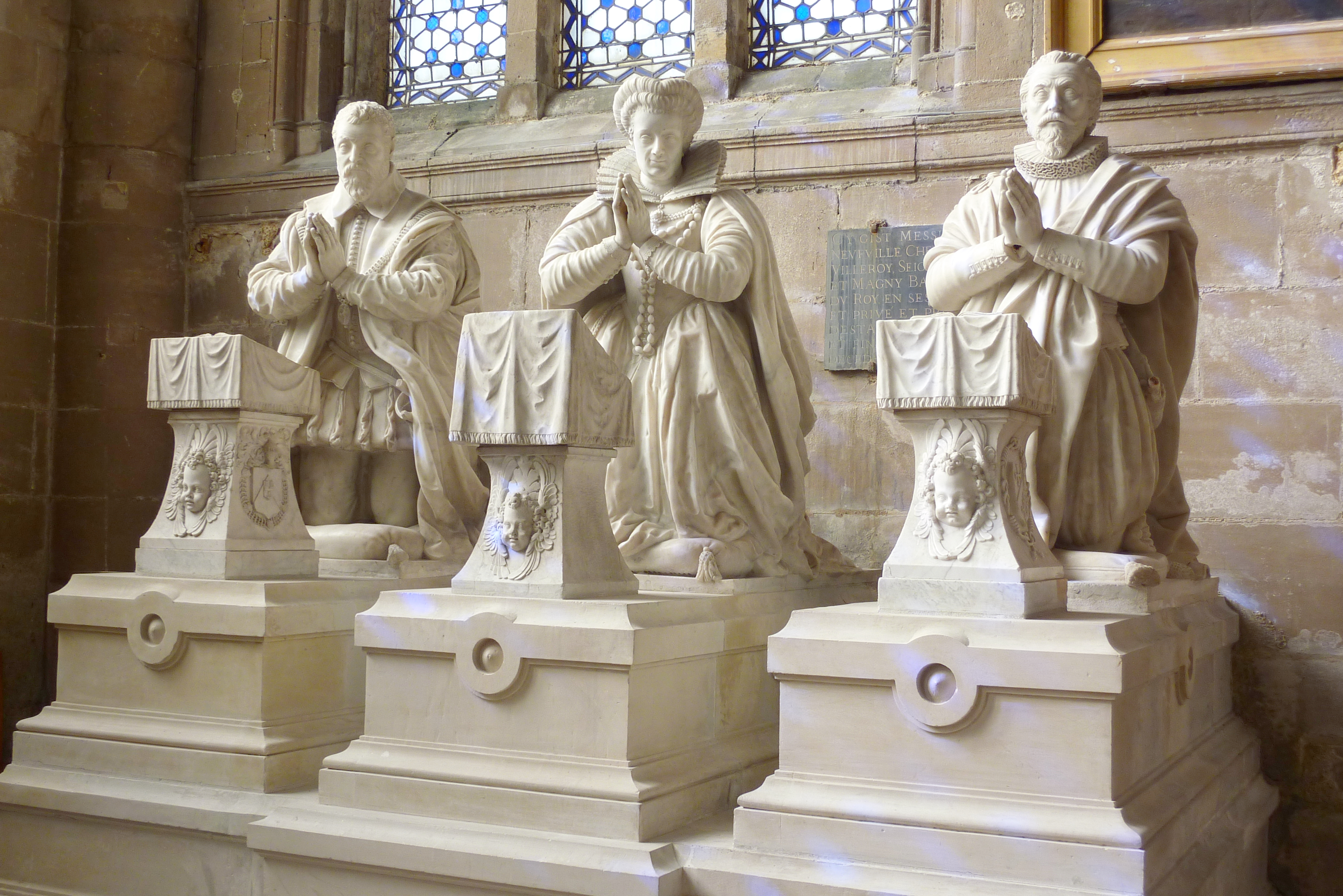
famille de Villeroy, dans l'église de Magny-en-Vexin

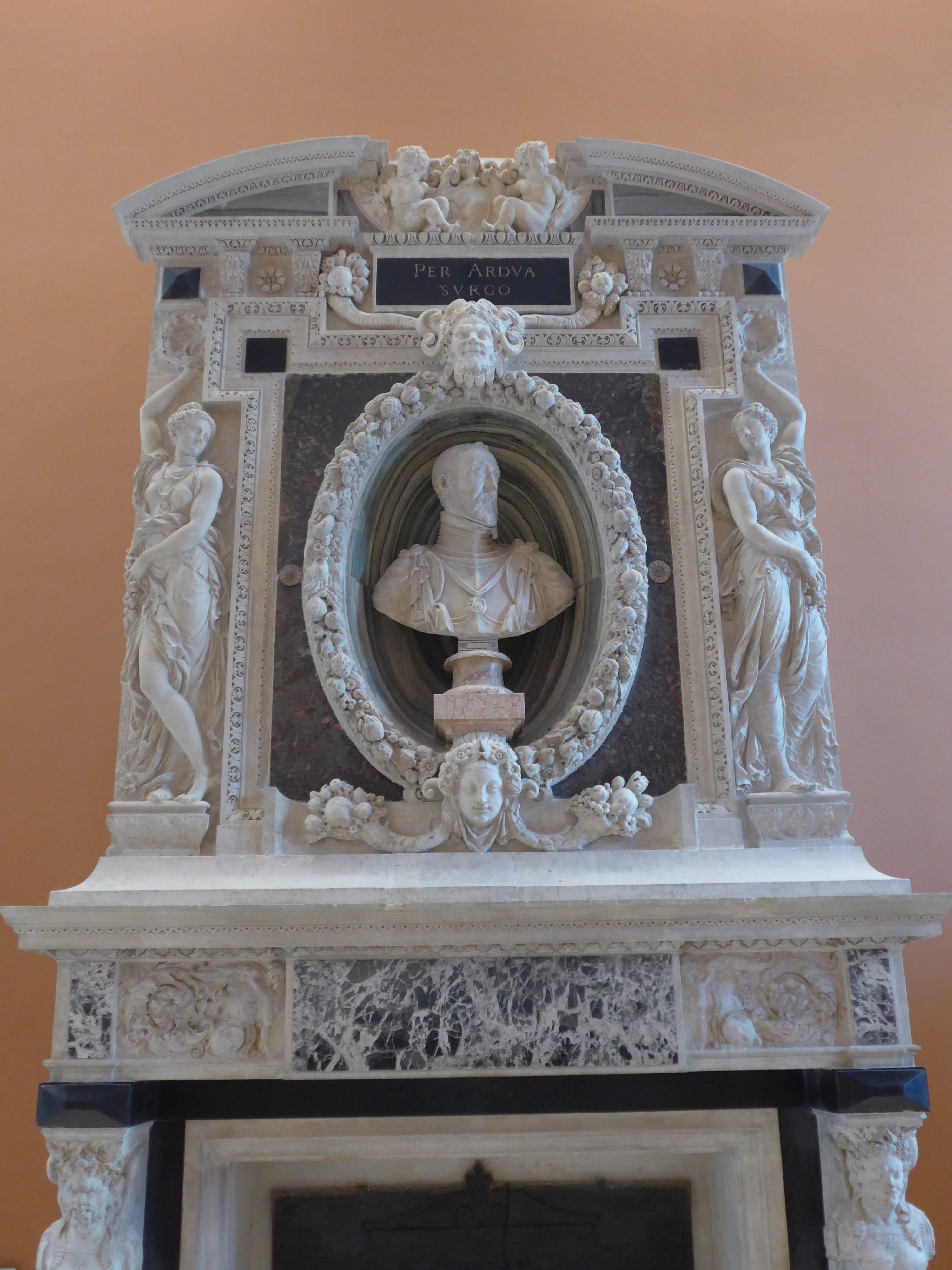
Cheminée provenant du château de Villeroy près de Corbeil. Le buste de Henri II n'est pas d'origine.

De 1595 à 1602, il réalise le monument funéraire de la famille Villeroy dans l' église Notre Dame de Magny-en-Vexin : les priants représentent  Nicolas III, Madeleine de l'Aubespine sa belle-fille et Nicolas IV de Neuville, son fils.
De 1597 à 1600, au château de Fontainebleau, il réalise l'œuvre monumentale voulue par Henri IV, la célèbre Belle Cheminée, qui est considérée comme son chef-d'œuvre,. On lui attribue une autre cheminée monumentale, celle du château de Villeroy, à Mennecy, près de Corbeil.
En mai 1598, il prend en apprentissage Clément Métezeau, âgé de seize ans, fils de l'architecte des bâtiments du roi Louis Métezeau.
En 1607, il réalise le  tombeau du poète Philippe Desportes dans le chœur de l'abbatiale de Bonport, près de Pont-de-l'Arche (Eure).
Vers 1611, Mathieu Jacquet meurt à 66 ans, à Paris. Il laisse au moins trois fils également maîtres sculpteurs : Germain, Nicolas, Pierre.